# Sportinternat
Sportinternate dienen in aller Regel der Förderung junger Leistungssportler und sind zumeist Teil eines Verbundsystems, in dem Schulbehörden und Schulen einerseits sowie Sportfachverbände und örtliche Sportvereine andererseits eng zusammenarbeiten.
Sie bestehen in den alten Bundesländern überwiegend an vorhandenen Sportzentren, z. B. Olympiastützpunkten, Bundes- oder Landesstützpunkten für eine oder mehrere Sportart(en) – oder, wie in den neuen Bundesländern üblich – an staatlichen Schulen mit Internatsbetrieb. In Einzelfällen werden Sportinternate auch als separate Schülerheime von Sportvereinen selbst unterhalten oder sind Einrichtungen privater Träger (z. B. private Internatsschulen oder Schülerheime) mit einem oder mehreren sportlichen Schwerpunkt(en).
Das Training einschließlich der sportfachlichen und sportbezogenen außerschulischen Betreuung liegt in der Zuständigkeit der Sportfachverbände oder Sportvereine und findet im Regelfall an den Sportzentren statt, der Schulunterricht an den örtlichen öffentlichen Schulen und die individuelle Versorgung und Förderung (Wohnen, Verpflegung, Hausaufgabenbetreuung, Nachhilfe usw.) in den Internatsräumen.
Eine wichtige Voraussetzung für den Erfolg der sportlichen Förderung liegt in einer möglichst engen Verzahnung und Kooperation zwischen Sportleistungszentren, Schulen und Internat.

## Zwei Kooperationsmodelle
„Sportbetonte Schule“ nennt man alle Verbundsysteme, in denen die kooperierenden Lehranstalten spezielle Sportklassen oder Sportzüge einrichten.
Wo solche speziellen Angebote nicht bestehen, bezeichnet man die kooperationsbereiten Bildungsstätten als „Partnerschulen des Leistungssports“.
Schulen mit optimierten Trainingsbedingungen (moderne Anlagen, räumliche Konzentration von Schule und Trainingsstätten, Anstellung besonders geschulter Trainer/Lehrer) und einer engen Abstimmung zwischen schulischen Anforderungen und Trainingserfordernissen (Ganztagsbetreuung, Flexibilität bei Freistellungen für Lehrgänge und Wettkämpfe, Integration von Trainingszeiten in den Vormittagsunterricht, Rücksichtnahme bei der Terminierung von Klassenarbeiten und Prüfungen, Entzerrung der schulischen Anforderungen durch Schulzeitverängerung usw.) kann das Prädikat „Eliteschule des (Leistungs)-Sports“
verliehen werden.
In Internaten für junge Leistungssportler bestehen strenge Aufnahme- und Verbleibkriterien.

## Aufnahmekriterien für Sportinternate
Zu den Aufnahmekriterien für Sportinternate zählen
- sportliche Eignung,
- sportmedizinische Unbedenklichkeit sowie
- Eignung für den betreffenden Bildungsgang (Gymnasium, Realschule usw.).

Die sportliche Eignung wird durch Teilnahme am Vereinssport bzw. Leistungssport, Vereins- oder Trainerempfehlung, durch bereits bestehende Kaderzugehörigkeit oder durch eine Aufnahmeprüfung (Sichtungstraining), die sportmedizinische Unbedenklichkeit durch eine sportärztliche Untersuchung und die schulische Eignung durch die entsprechenden Zeugnisse bzw. eine Aufnahmeprüfunge für die angestrebte Schulform nachgewiesen.

## Verbleibkriterien
Als Verbleibkriterien gelten in der Regel gute sportliche und hinreichende schulische Leistungen sowie ein angemessenes Sozialverhalten.
Nicht so streng sind die Zugangsvoraussetzungen in der Regel für Sportinternate in privater Trägerschaft. Hier finden auch Schüler Aufnahme, die eine bestimmte Sportart zwar intensiv betreiben wollen, sich aber nicht als Spitzensportler qualifizieren können bzw. den Schwerpunkt nicht im Leistungssport setzen wollen.

## Kosten
Dank öffentlicher Subventionen und zusätzlicher Fördermittel (Sporthilfe usw.) sind Internate für Leistungssportler relativ preiswert. Sie kosten im Durchschnitt etwa 250 Euro, maximal etwa 600 Euro monatlich. Wer sein Kind auf ein solches Sportinternat schickt, muss allerdings wissen, dass die sportlichen und schulischen Erfordernisse absoluten Vorrang genießen. Familiäre Bedürfnisse, z. B. das Zusammensein mit dem Kind am Wochenende oder in den Ferien, müssen sich dem unterordnen.
Die Sportinternate privater Träger nehmen auf individuelle Bedürfnisse eher Rücksicht, können allerdings auch zwischen 1000,- und 2000,- Euro pro Monat kosten. Sie bieten dafür oft ein erheblich familiäreres und individuelleres Lebensmilieu und wöchentliche Heimfahrten an und sind hinsichtlich ihrer sportlichen Anforderungen zumeist weit weniger rigide.